# Michael Christensen
Michael Klitgaard Christensen (ur. 28 sierpnia 1990 roku w Karlslunde) – duński kierowca wyścigowy.

## Życiorys

### Formuła BMW
Po zakończeniu kariery kartingowej, w roku 2008 Michael zadebiutował w serii open-wheel – Europejskiej Formule BMW. W pierwszym roku startów, będąc w ekipie mistrza świata F1, Kimiego Räikkönena, Christensen zmagania zakończył na 6. pozycji. W drugim podejściu reprezentował bardziej konkurencyjny niemiecki zespół Mücke Motorsport. Był jednym z czołowych kierowców i nawet miał szansę na zdobycie tytułu. Ostatecznie jednak z wyniku dyskwalifikacji z aż pięciu wyścigów, Duńczyk zajął dopiero 5. miejsce. W ciągu szesnastu wyścigów, sześciokrotnie stanął na podium, z czego cztery razy na najwyższym stopniu.

### Seria GP3
Na sezon 2010 Christensen został zakontraktowany, jako jeden z kierowców australijskiego zespołu MW Arden, którego współwłaścicielem jest kierowca Formuły 1, Mark Webber. Debiut w serii nie był jednak udany dla Duńczyka, który w żadnym z rozegranych wyścigów nie dojechał na punktowanej pozycji.
Rok 2011 był zdecydowanie bardziej udany dla Michaela. Po punkty sięgał czterokrotnie, z czego dwa razy na średnim stopniu podium (w sprincie w Turcji oraz w głównym wyścigu na Węgrzech, gdzie uzyskał również najszybsze okrążenie). Zdobyte punkty sklasyfikowały Duńczyka na 11. miejscu.

## Wyniki

### GP3
| Legenda oznaczeń w tabelach wyników Wyświetl szablon na nowej stronie | Legenda oznaczeń w tabelach wyników Wyświetl szablon na nowej stronie                                                                     |
| Oznaczenie                                                            | Wyjaśnienie |
| --------------------------------------------------------------------- | --- |
| Złoty                                                                 | Zwycięzca lub mistrzostwo |
| Srebrny                                                               | 2. miejsce lub wicemistrzostwo |
| Brązowy                                                               | 3. miejsce lub II wicemistrzostwo |
| Zielony                                                               | Ukończył, punktował (w klasyfikacji generalnej, gdy zdobył co najmniej jeden punkt na przestrzeni sezonu, poza trzema powyższymi opcjami) |
| Niebieski                                                             | Ukończył, nie punktował (w klasyfikacji generalnej, gdy nie zdobył co najmniej jednego punktu na przestrzeni sezonu)                      |
| Czerwony                                                              | Nie zakwalifikował się (NZ) |
| Czerwony                                                              | Nie prekwalifikował się (NPK) |
| Różowy                                                                | Nie ukończył (NU) |
| Różowy                                                                | Niesklasyfikowany (NS) (w klasyfikacji generalnej, gdy nie został sklasyfikowany w żadnym wyścigu sezonu)                                 |
| Czarny                                                                | Zdyskwalifikowany (DK) |
| Czarny                                                                | Wykluczony (WYK/EX) |
| Biały                                                                 | Nie wystartował (NW) |
| Biały                                                                 | Kontuzjowany (K/INJ) |
| Biały                                                                 | Wyścig odwołany (OD/C) |
| Bez koloru                                                            | Został wycofany (WYC/WD) |
| Bez koloru                                                            | Nie przybył (NP/DNA) |
| Bez koloru                                                            | Nie brał udziału w treningach (NT/DNP) |
| Bez koloru                                                            | Nie został zgłoszony (–) |
| Pogrubienie                                                           | Start z pole position |
| Kursywa                                                               | Najszybsze okrążenie wyścigu |
| †                                                                     | Nie ukończył, ale jego rezultat został zaliczony ze względu na przejechanie więcej niż 90% dystansu wyścigu.                              |
| *                                                                     | Sezon w trakcie |
| 1/2/3                                                                 | Punktowana pozycja w sprincie kwalifikacyjnym                                                                                             |
| Lista systemów punktacji Formuły 1                                    | |

| Rok  | Zespół               | Wyniki w poszczególnych eliminacjach | Wyniki w poszczególnych eliminacjach | Wyniki w poszczególnych eliminacjach | Wyniki w poszczególnych eliminacjach | Wyniki w poszczególnych eliminacjach | Wyniki w poszczególnych eliminacjach | Wyniki w poszczególnych eliminacjach | Wyniki w poszczególnych eliminacjach | Wyniki w poszczególnych eliminacjach | Wyniki w poszczególnych eliminacjach | Wyniki w poszczególnych eliminacjach | Wyniki w poszczególnych eliminacjach | Wyniki w poszczególnych eliminacjach | Wyniki w poszczególnych eliminacjach | Wyniki w poszczególnych eliminacjach | Wyniki w poszczególnych eliminacjach | Punkty | Pozycja |
| ---- | -------------------- | ------------------------------------ | ------------------------------------ | ------------------------------------ | ------------------------------------ | ------------------------------------ | ------------------------------------ | ------------------------------------ | ------------------------------------ | ------------------------------------ | ------------------------------------ | ------------------------------------ | ------------------------------------ | ------------------------------------ | ------------------------------------ | ------------------------------------ | ------------------------------------ | ------ | ------- |
| 2010 | MW Arden             | ESP                                  | ESP                                  | TUR                                  | TUR                                  | VAL                                  | VAL                                  | GBR                                  | GBR                                  | DEU                                  | DEU                                  | HUN                                  | HUN                                  | BEL                                  | BEL                                  | ITA                                  | ITA                                  | 0      | 31      |
| 2010 | MW Arden             | NU                                   | 18                                   | 13                                   | 11                                   | NU                                   | 14                                   | NU                                   | 15                                   | NU                                   | 10                                   | 10                                   | NU                                   | 10                                   | 23†                                  | 15                                   | 10                                   | 0      | 31      |
| 2011 | RSC Mücke Motorsport | TUR                                  | TUR                                  | ESP                                  | ESP                                  | VAL                                  | VAL                                  | GBR                                  | GBR                                  | DEU                                  | DEU                                  | HUN                                  | HUN                                  | BEL                                  | BEL                                  | ITA                                  | ITA                                  | 19     | 11      |
| 2011 | RSC Mücke Motorsport | 7                                    | 2                                    | 18                                   | 12                                   | NU                                   | NU                                   | NU                                   | 13                                   | 26†                                  | 12                                   | 2                                    | 13                                   | 15                                   | 4                                    | 12                                   | 11                                   | 19     | 11      |

### Podsumowanie
| Sezon | Seria                            | Zespół                                | Wyścigi | PP | Zwycięstwa | NO | Punkty | Pozycja |
| ----- | -------------------------------- | ------------------------------------- | ------- | -- | ---------- | -- | ------ | ------- |
| 2008  | Europejska Formuła BMW           | Räikkönen Robertson Racing            | 15      | 0  | 0          | 1  | 158    | 6       |
| 2009  | Europejska Formuła BMW           | Mücke Motorsport                      | 16      | 3  | 4          | 4  | 233    | 4       |
| 2010  | Seria GP3                        | MW Arden                              | 16      | 0  | 0          | 0  | 0      | 31      |
| 2011  | Seria GP3                        | RSC Mücke Motorsport                  | 16      | 0  | 0          | 1  | 19     | 11      |
| 2012  | Porsche Supercup                 | Konrad Motorsport                     | 2       | 0  | 0          | 0  | 0      | NS†     |
| 2012  | Niemiecki Puchar Porsche Carrera | Konrad Motorsport                     | 16      | 0  | 1          | 1  | 148    | 7       |
| 2013  | Porsche Supercup                 | DAMS                                  | 9       | 1  | 1          | 1  | 95     | 6       |
| 2013  | Niemiecki Puchar Porsche Carrera | Team 75 Motorsport                    | 2       | 0  | 0          | 0  | 0      | NS†     |
| 2013  | ADAC GT Masters                  | Tonino powered by Herberth Motorsport | 2       | 0  | 0          | 0  | 20     | 20      |
| 2013  | 24h Nürburgring - SP9 GT3        | Pinta Team Manthey                    | 1       | 0  | 0          | 0  | N/A    | NS      |
| 2013  | American Le Mans Series - GT     | CORE autosport                        | 1       | 0  | 0          | 0  | 7      | 29      |
| 2013  | Grand American Rolex Series - GT | Konrad Motorsport/Orbit               | 1       | 0  | 0          | 0  | 16     | 58      |

† - Christensen nie był klasyfikowany